# Spiophanes
Spiophanes is een geslacht van  borstelwormen uit de familie Spionidae. De wetenschappelijke naam werd in 1860 voor het eerst gepubliceerd door Adolph Eduard Grube. Hij beschreef tevens de eerste soort, Spiophanes kroyeri aan de hand van een - onvolledig - exemplaar, in alcohol bewaard, afkomstig uit de zee rond Groenland.

## Soorten
- Spiophanes abyssalis Maciolek, 2000
- Spiophanes afer Meißner, 2005
- Spiophanes algidus Meißner, 2005
- Spiophanes anoculata Hartman, 1960
- Spiophanes aucklandicus Meißner, 2005
- Spiophanes berkeleyorum Pettibone, 1962
- Spiophanes bombyx (Claparède, 1870) = Noordelijke zandkokerworm
- Spiophanes cirrata M. Sars in G.O. Sars, 1872
- Spiophanes dubitalis Meißner & Hutchings, 2003
- Spiophanes duplex (Chamberlin, 1919)
- Spiophanes fimbriata Moore, 1923
- Spiophanes inflatus Meißner, 2005
- Spiophanes japonicum Imajima, 1991
- Spiophanes kimballi Meißner, 2005
- Spiophanes kroyeri Grube, 1860
- Spiophanes longicirris Caullery, 1915
- Spiophanes longisetus Meißner, 2005
- Spiophanes lowai Solis-Weiss, 1983
- Spiophanes luleevi Averincev, 1982
- Spiophanes malayensis Caullery, 1915
- Spiophanes mediterraneus Meißner, 2005
- Spiophanes modestus Meißner & Hutchings, 2003
- Spiophanes norrisi Meißner & Blank, 2009
- Spiophanes pisinnus Meißner & Hutchings, 2003
- Spiophanes prestigium Meißner & Hutchings, 2003
- Spiophanes reyssi Laubier, 1964
- Spiophanes similis Meißner, 2005
- Spiophanes tcherniai Fauvel, 1950
- Spiophanes uschakowi Zachs, 1933
- Spiophanes viriosus Meißner & Hutchings, 2003
- Spiophanes wigleyi Pettibone, 1962
- Spiophanes convexus Delgado-Blas, Díaz-Díaz & Viéitez, 2019
- Spiophanes pulchram Delgado-Blas, Díaz-Díaz & Viéitez, 2019

### Synoniemen
- Spiophanes chilensis Hartmann-Schröder, 1965 => Spiophanes duplex (Chamberlin, 1919)
- Spiophanes koyeri => Spiophanes kroyeri Grube, 1860
- Spiophanes kroeyeri Grube, 1860 => Spiophanes kroyeri Grube, 1860
- Spiophanes missionensis Hartman, 1941 => Spiophanes duplex (Chamberlin, 1919)
- Spiophanes pallidus Hartman, 1960 => Spiophanella pallida (Hartman, 1960)
- Spiophanes pigmentata Reish, 1959 => Microspio pigmentata (Reish, 1959)
- Spiophanes soderstromi Hartman, 1953 => Spiophanes duplex (Chamberlin, 1919)
- Spiophanes soederstroemi => Spiophanes duplex (Chamberlin, 1919)
- Spiophanes tenuis Verrill, 1880 => Prionospio steenstrupi Malmgren, 1867
- Spiophanes urceolata Imajima, 1991 => Spiophanes wigleyi Pettibone, 1962
- Spiophanes verrilli Webster & Benedict, 1884 => Spiophanes bombyx (Claparède, 1870)